# Zdenko Jedvaj
Zdenko Jedvaj (Mostar, 13 gennaio 1966) è un ex calciatore croato, di ruolo difensore.

## Biografia
Nato a Mostar, anche suo figlio Tin è un calciatore professionista.